# Личинкоїд
Личинкоїд (Campephaga) — рід горобцеподібних птахів родини личинкоїдових (Campephagidae). Представники цього роду мешкають в Африці на південь від Сахари.

## Види
Рід нараховує 4 види:
- Личинкоїд південний (Campephaga flava)
- Личинкоїд західний (Campephaga petiti)
- Личинкоїд червоноплечий (Campephaga phoenicea)
- Личинкоїд пурпуровий (Campephaga quiscalina)

## Етимологія
Наукова назва роду Campephaga походить від сполучення слів дав.-гр. καμπη — гусінь і φαγος — поїдач.